# 天然ガス自動車

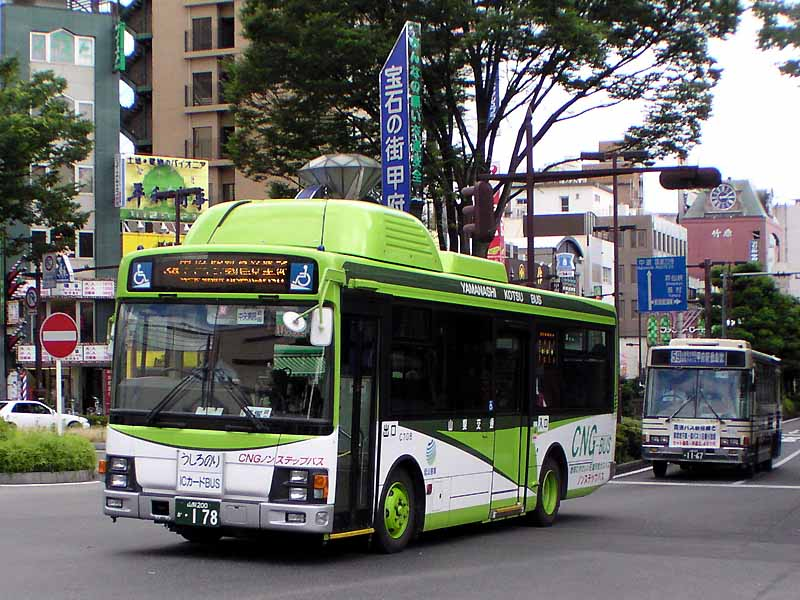
山梨交通のCNGバス
富士山を擁する山梨県では、県独自の補助制度により多数のCNGバスが導入された。

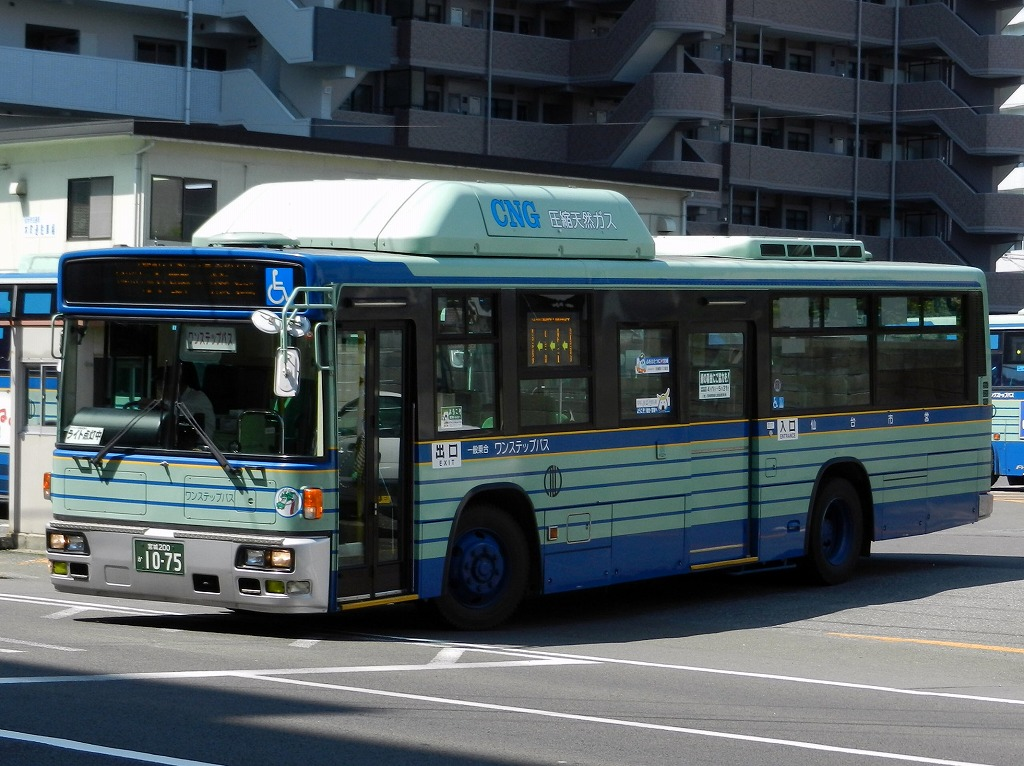
仙台市営バスのCNGバス

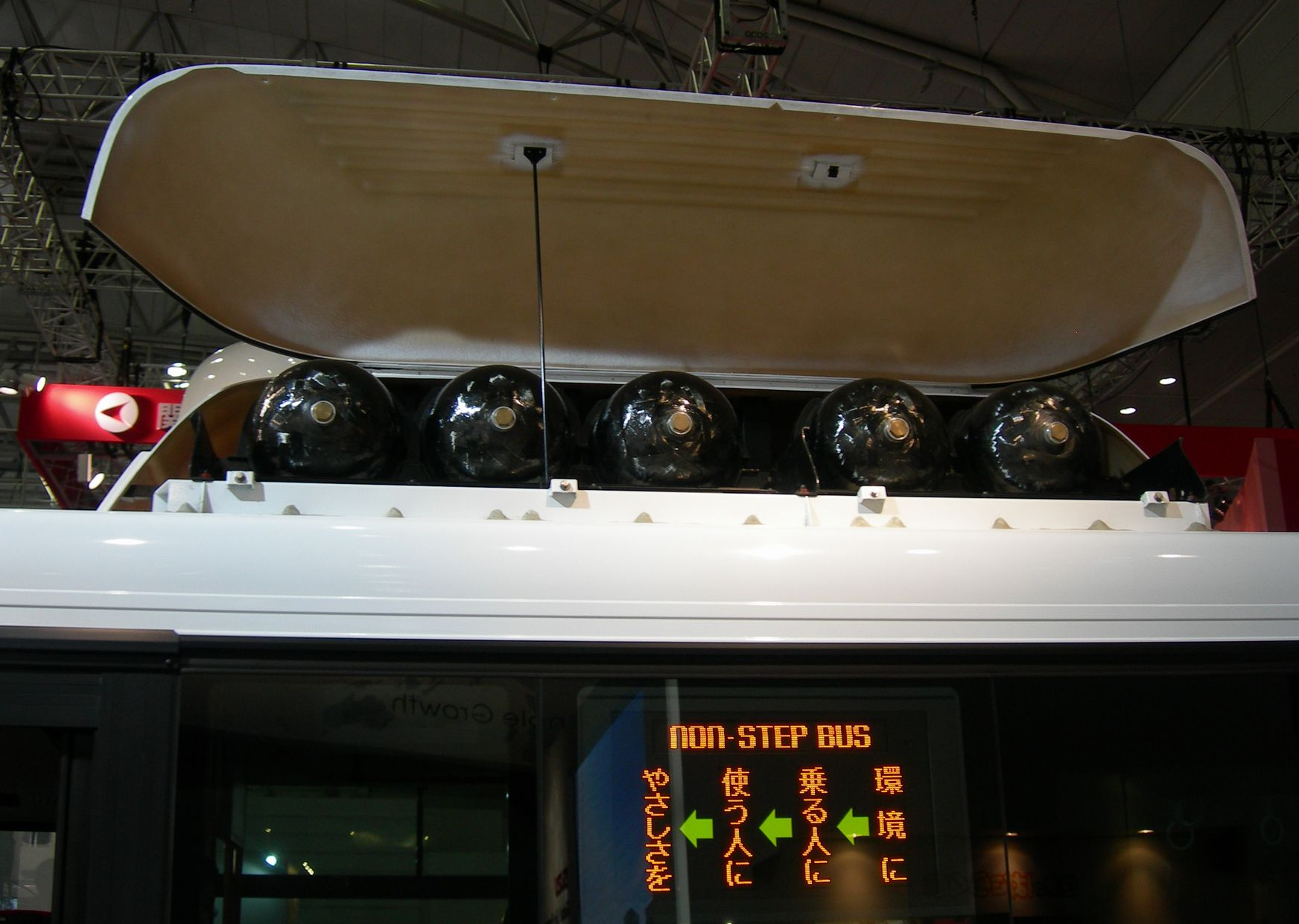
バスの屋根部分に積載されたCNGガスボンベ

天然ガス自動車（てんねんガスじどうしゃ、英: natural gas vehicle、略称：NGV）は、天然ガスを燃料とするエンジンを搭載した自動車。

## 概要

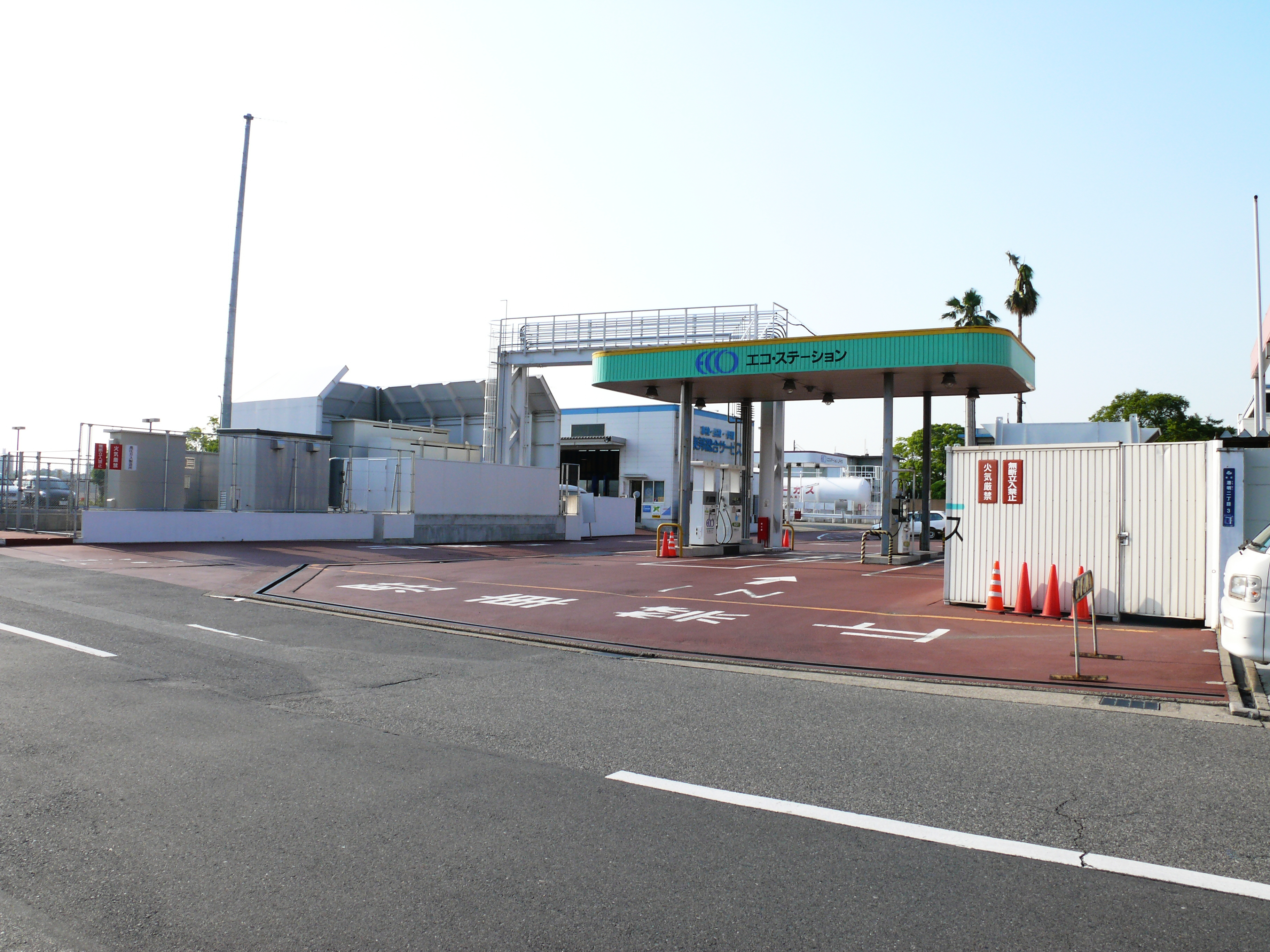
エコステーション（東邦ガス）

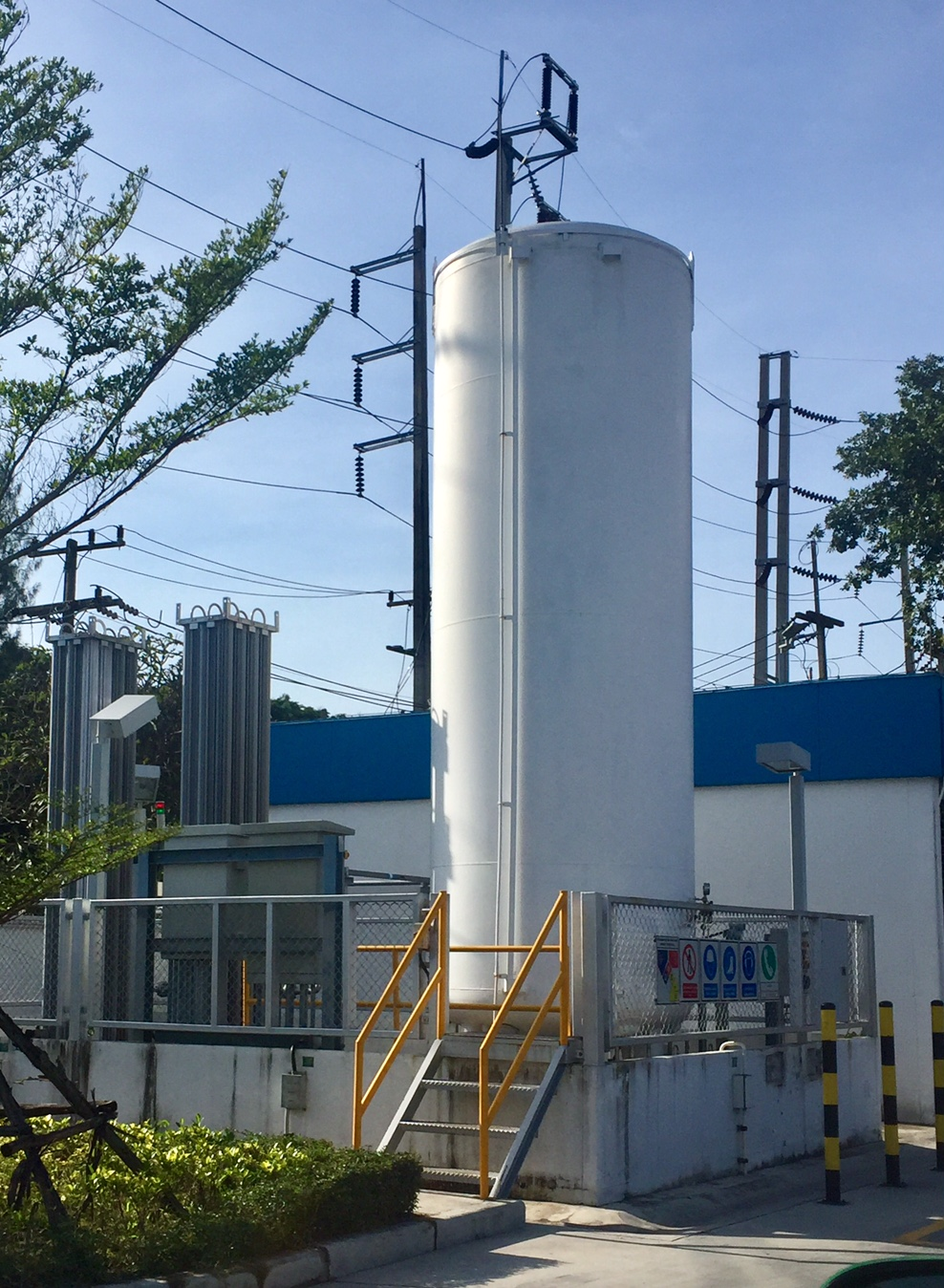
タイ王国ラヨン県の天然ガスステーション内のタンク

天然ガス自動車には、圧縮天然ガス自動車（CNG自動車）、液化天然ガス自動車（LNG自動車）、吸着天然ガス自動車（ANG自動車）がある。
圧縮天然ガス（CNG）を使用する圧縮天然ガス自動車（CNG自動車）には、天然ガスのみを燃料とする天然ガス専焼車、天然ガスとガソリンを切り替えることができるバイフューエル車、吸入空気に天然ガスを混合させて着火源に軽油を使用するデュアルフューエル車、天然ガスエンジンと電気モーターを組み合わせたハイブリッド車がある。
液化天然ガス（LNG）を使用する液化天然ガス自動車（LNG自動車）は天然ガスを超低温容器に液体で貯蔵して走行する。吸着天然ガス自動車（ANG自動車）は天然ガスをガス容器内の吸着材に吸着させて貯蔵し走行する。
天然ガス自動車は、天然ガス産出国でガス有効利用のため利用されるようになり、イラン、パキスタン、アルゼンチン、インド、ブラジルなどを中心に普及している。IGU「Triennium Work Report June 2018（Natural gas - the fuel of choice towards clean mobility）」によると、世界の天然ガス自動車の普及台数は2600万台で、中国では約535万台、イランでは約400万台、インドでは304万5268台となっている。また天然ガスを産出する新潟県でも戦後の燃料不足期に新潟交通がガスを採掘して使用していた。

## 天然ガス自動車の特徴
天然ガス自動車のエンジンは、ディーゼルエンジンベース（バス・トラックに搭載）、ガソリンエンジンベース（バンなどに搭載）の双方がある。
天然ガスは発熱量あたりのCO2排出量が化石燃料の中で最も低く、地球温暖化対策としても重要視されている。またディーゼル自動車に比べ、排気ガス中の有害物質（黒煙・NOx・SOxなど）が大幅に少ないことから、環境対策として自動車燃料に使われるようになった。
富士急行のCNGバス「エバーグリーンシャトル」パンフレット（1995年）によれば、ディーゼル車と比較した天然ガス自動車の排出量の比較は以下のとおりである。
- 窒素酸化物…60〜70%低減
- 二酸化炭素…20〜30%低減
- 硫黄酸化物…100%低減
- 黒煙…100%低減
- （参考）バス車両の室内騒音量…5〜6%低減
- （参考）バス車両の価格…1台2,407万円（ディーゼル車は1,415万円）
- （参考）バス車両の燃費…1kmあたり41円（ディーゼル車は1kmあたり17円）

圧縮天然ガス利用の場合は燃料が気体であるため、貯蔵性・運搬性に劣るという弱点がある。一方で燃料が気体であることから液体燃料より重量は軽く、燃料タンクを樹脂製にすることでタンク自体の軽量化も可能となる。このことから、床下機器の配置に工夫を要するバス車両の低床化（特にノンステップバス）においては、ガスボンベを屋根上に搭載し床下から燃料タンクを廃することができるという利点もある。

## 天然ガス充填設備
天然ガス自動車用のガスステーションはエコ・ステーションと呼ばれ、燃料運搬の都合から都市ガス事業者の工場やガスタンクに隣接することが多い。ガソリンスタンドやオートガススタンドと併設される場合もあるが、CNGの充填は営業時間が短く設定されていることが多い。また、都市ガス事業者の広告ラッピングバスの多くが天然ガス自動車となっている。
天然ガス資源が豊富に産出・供給できる地域ではステーションおよび自動車が普及する傾向にあり、イラン、中華人民共和国、パキスタン、アルゼンチン、インド、タイ王国などでは一国あたり数千箇所のステーションのインフラを持つ。
国によっては、天然ガスのカロリー量を調整するため、液体窒素、液化炭酸ガスなどの産業用ガスを付加して希釈する場合がある。タイ王国の石油・ガス最大手PTTなどは、国内500箇所のステーションの一部に液化貯槽を持ち、再ガス化した炭酸ガスを注入している。

## 普及への課題
シェールガスの登場により天然ガス自動車の普及が進むとする予測もあったが、シェールガスの精製分離過程で水素エネルギーを取り出すことができることも分かっており、燃料電池車の方が次世代自動車として普及するとみる予測もある。
天然ガスの供給と流通、車両の製造と導入において、いずれもイニシャルコストが大きく、ガススタンド（LPGのスタンドとは異なる）の拡大と、ベース車両の1.5から2倍程度にもなる車両本体価格の低減が普及のための課題となる。さらに技術の進歩や自動車排出ガス規制の強化などにより、排出ガス中の有害物質が天然ガス自動車に遜色ないレベルのディーゼルエンジンが開発されれば、天然ガス自動車の導入は投資額に見合わないものとなる。

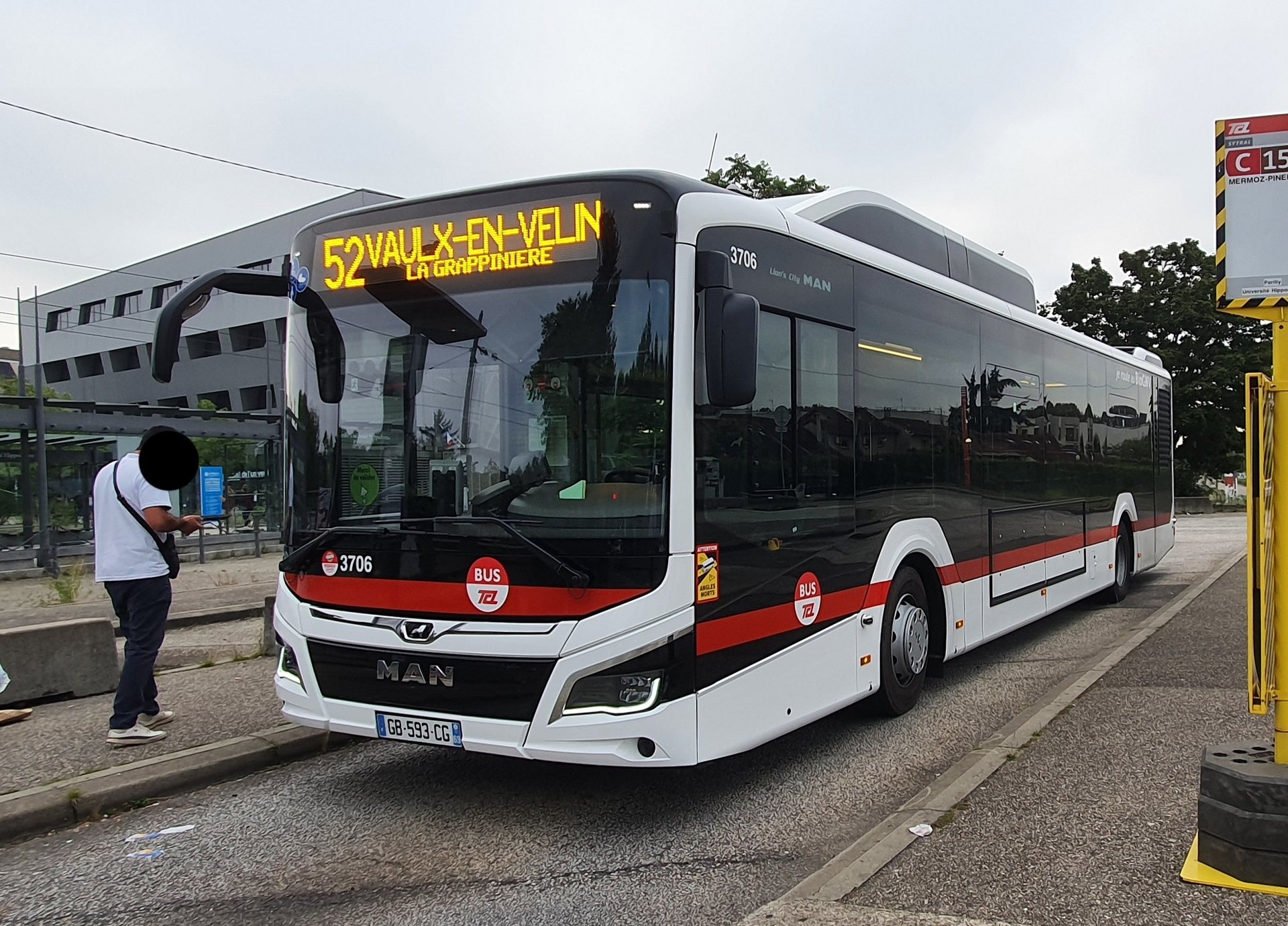
フランスのCNGバス

ヨーロッパ諸国ではオランダの商用車メーカーDAFが1980年頃に同国政府からの補助金を得て、当時のディーゼルエンジンより排出ガス中の有害物質が大幅に少ないエンジンを開発した。オランダ政府もCNGバス普及のために補助金交付の制度を制定したが、当時少数台数の導入しかされなかったという。これはイニシャルコスト・ランニングコスト・走行距離などにおいて、ディーゼルエンジンが優れていたためであるとみられている。一方、フランスやポーランドなど一部の国では2010年代以降も一部でCNGバスの導入がみられ、ドイツのメルセデス・ベンツの大型バス「シターロ」には2021年時点でもハイブリッド機構を組み合わせたCNGモデル（Citaro NGT）が存在するほか、同じくドイツのMAN Truck & Busでも2019年にフルモデルチェンジした大型バス「MAN・ライオンズ・シティ」に引き続き、CNGモデルを設定している。
シンガポールでは2000年代に導入の試みが見られたが、ガソリンと比較して天然ガスの燃料価格の魅力が出せなかったこと、ステーションのインフラ整備が十分でなかったことなどから、同国政府からの補助金も途絶えた。
競技車両としては2010年前後にニュルブルクリンク24時間レースにフォルクスワーゲンがシロッコをCNG化して投入。2.0L直列4気筒ターボで300馬力を発生したこのマシンは、2011年に100台以上のエントリーで代替エネルギー車クラス1位/総合27位という結果を残している。またオーストリア人レーサーのマンフレッド・ストールは2010年前後に三菱・ランサーエボリューション、スバル・インプレッサ WRX STI、プジョー・207といったラリーカーをCNG化していた。しかしいずれも業界にムーブメントを起こすには至らなかった。
日本でも1990年代後半から2000年代にかけては、環境対策として自治体からの補助金により、コミュニティバスや公営バスを中心にCNG車の導入が推進された。しかしガスボンベの交換時期がボンベ製造後15年と定められていることから、大半の車両はボンベ交換をせずに廃車されている。また通常のディーゼルバスと異なり中古車としての譲渡や地方事業者への移籍も難しく、更には部品取りとしての需要も少ないため、廃車と同時に解体された上で部品の多くが廃棄される例が多数を占める。そのため車両の寿命やリユースまで考えると、CNG車の導入が必ずしも省資源・環境保護につながっていないという指摘もある。『バスラマ・インターナショナル』を刊行するぽると出版編集部ブログでは、東京都府中市の「ちゅうバス」を例に取りこの問題を論じている。
LPG車の場合は、ボンベは6年毎（20年未満）あるいは2年毎（20年以上）に検査を受ければよく、検査に合格し続ける限り交換は義務化されていない。ただし、LPG車が主流のタクシー用車種の場合は検査済み容器と交換する方が検査で車両が使用できない期間を削減できるため、検査済みの中古品と交換することが一般化している。

## 車両の構造
天然ガス自動車の構造は燃料供給系以外はガソリンを燃料とする自動車とほぼ同じである。
天然ガス自動車は、一般的には天然ガスを往復式内燃機関で燃焼することにより走行するが、1970年に1014.513 km/hの速度記録を樹立したブルー・フレームは、液化天然ガスを燃料とするロケットエンジンで推進していた。

### 天然ガス自動車化改造

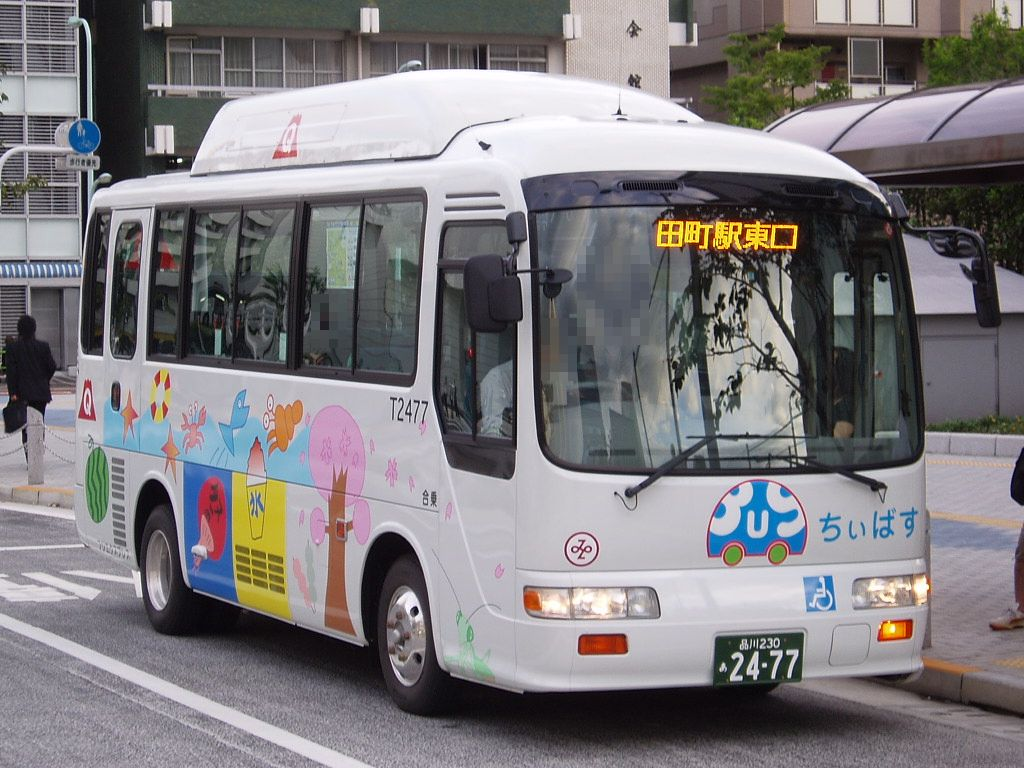
コミュニティバスで多く使用されるCNG改造車
港区ちぃばす（フジエクスプレス）

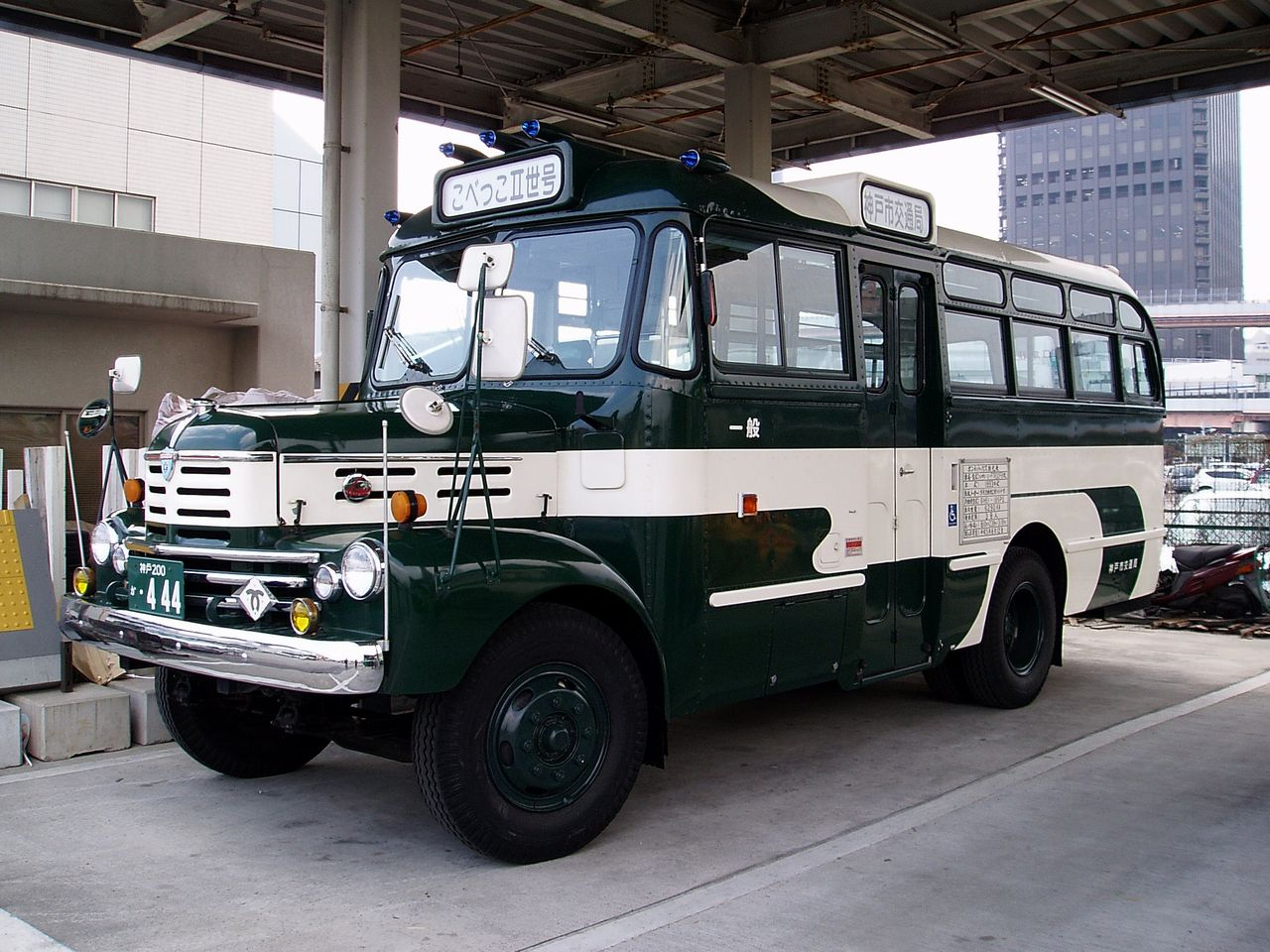
CNG仕様のボンネットバス（神戸市交通局）

既存の自動車を改造（レトロフィット）によって天然ガス自動車に転換することもできる。ガソリン車の場合はガソリンエンジンが構造上ほぼ同じである火花点火内燃機関であるため、タンクの増設もしくは交換、燃料供給装置の変更、点火時期の調整程度で改造可能である。
ディーゼル自動車は、ディーゼルエンジンが構造上異なる圧縮着火内燃機関であるため、着火機構の変更（圧縮着火→火花点火）、圧縮比の変更、点火プラグ新設、燃焼室形状の変更が必要となる。それによりシリンダーヘッド、ピストン、コンロッドなどを新たに設計し直し、事実上シリンダーブロックのみを利用するような形態となる。
ディーゼル車の天然ガス自動車への改造など、低公害車への改造を専門に手掛ける企業もあり、株式会社フラットフィールド（神奈川県厚木市）、協同バスの関連会社である株式会社協同（埼玉県行田市）がある。
ガス燃料は石油系燃料に比べ炭素含有量が少ないため、ガソリン・ディーゼルどちらのエンジンからLPGおよび天然ガスいずれへの改造でも、バルブ周りの材質を変更して耐摩耗性を確保する必要がある。
同じガス燃料を用いることから、メーカーによっては新造するLPG自動車とコンポーネントを共有している車種もある。燃料に関する特性に合わせ調整を行いタンクを換装もしくは流用すれば、LPG自動車とは相互に転換することが理論上可能である。改造による変化などについては、ガソリン車改造LPG車及びディーゼル車改造LPG車も参考にされたい。

### 天然ガス仕様が設定されていた車種
トヨタ自動車
- カローラバン - 廃止。
- プロボックスバン
- サクシードバン - 廃止。

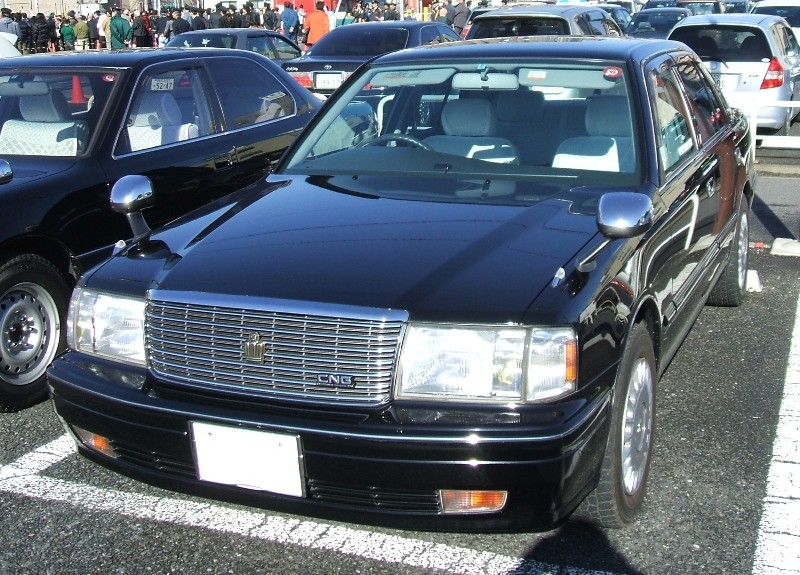
トヨタ・クラウンセダンCNG

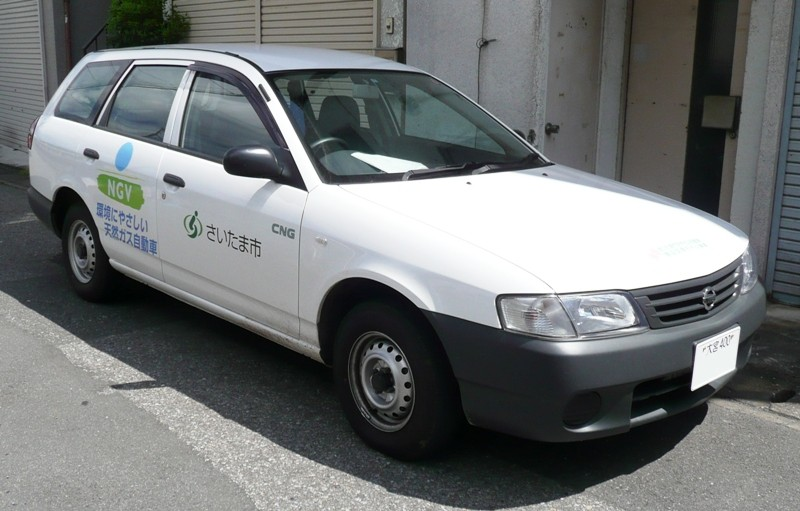
日産・ADバンCNG（さいたま市）

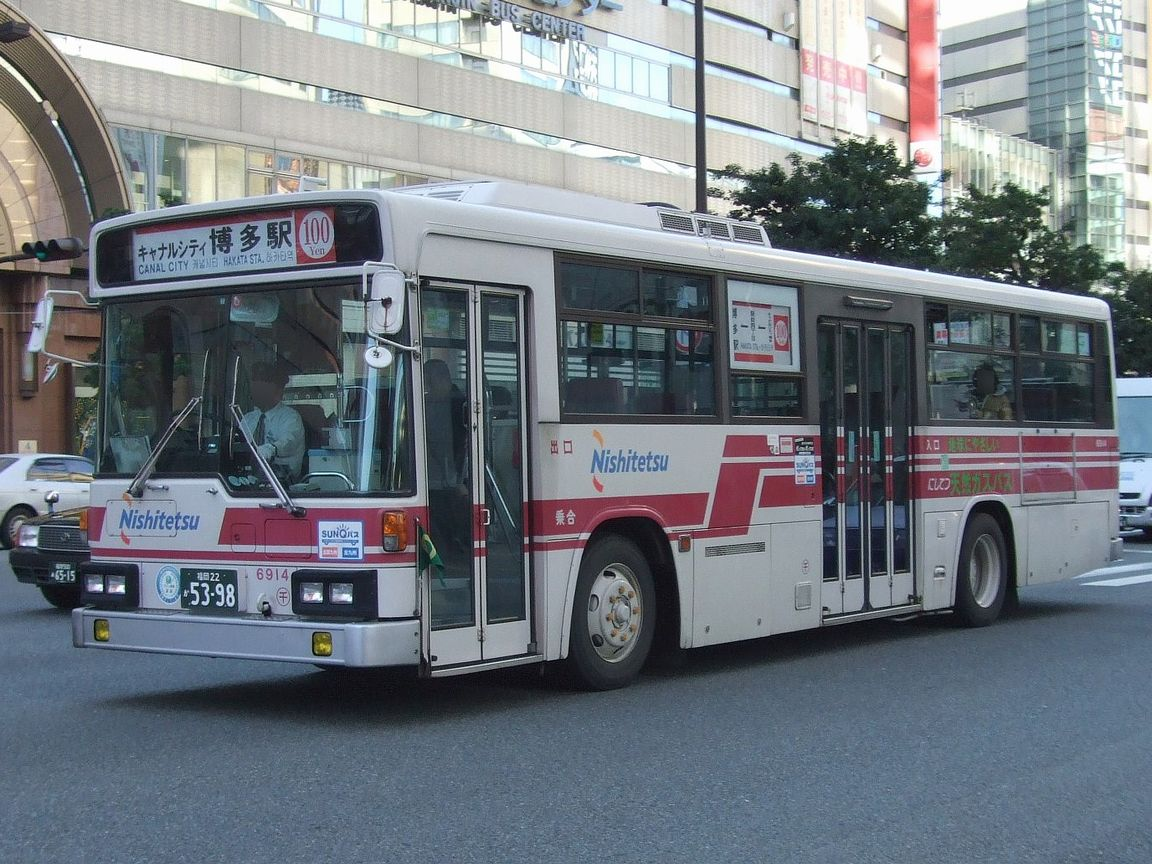
西鉄バスのCNGバス

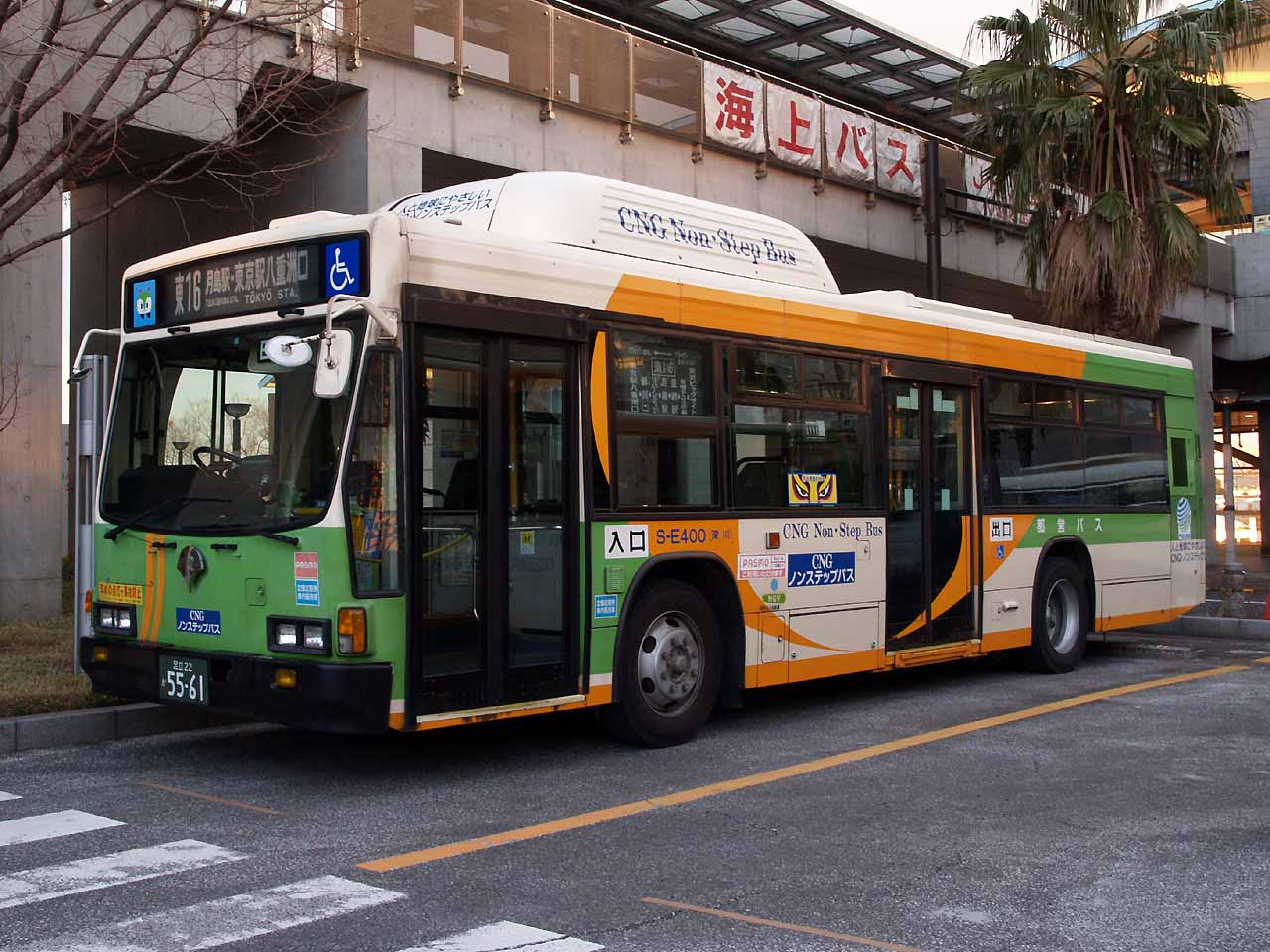
いすゞ・キュービックCNGノンステップバス（東京都交通局）

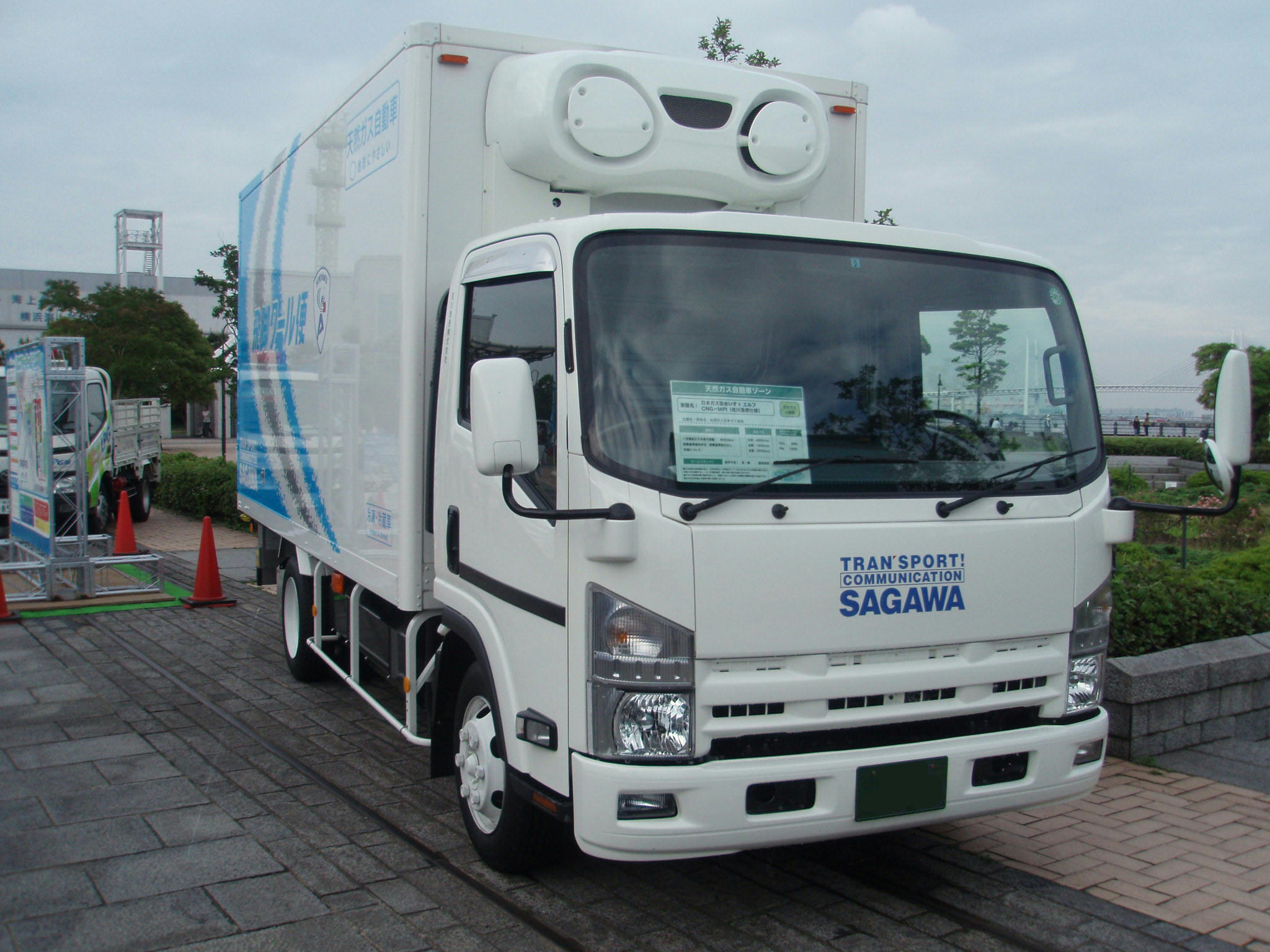
いすゞ・エルフCNG（佐川急便仕様）

- カムリ - 6代目VX20系を北米向けに生産、廃止。
- コンフォート
- クラウンコンフォート
- クラウンセダン
- センチュリー - 2005年（平成17年）1月廃止。
- ダイナ - 廃止。
- トヨエース - 廃止。
- ハイエースバン - バイフューエル。田中モータースによる改造。

日産自動車
- ADバン - 2008年12月廃止。
- アトラス(2ton) - いすゞ・エルフのOEM
- アトラス塵芥車(2ton) - いすゞ・エルフのOEM
- キャラバン - 廃止。
- クルー - 販売終了。
- セドリックセダン - 販売終了。
- シビリアン - 廃止。

UDトラックス（旧 日産ディーゼル）
- コンドル(2,3,3.5,4,5,7ton)
- コンドル冷凍車(4,5,7ton)
- コンドル塵芥車(4,5ton)
- ビッグサム - 生産終了により、現在はフラットフィールドによる改造のみ。
- スペースランナーRM - 廃止。上尾市ぐるっとくんなどで使用。
- UA（ワンステップバス・ノンステップバス）- 廃止。京王バス東・富士急山梨バスなどで使用。

本田技研工業
- シビック - 米国で生産していた。日本でもシビックGXとして天然ガス仕様が販売されていたが、3代目からアメリカ専売となり、その後生産を終了した。

三菱自動車工業
- パジェロ - 廃止。
- ミニカ - 廃止。
- ミニキャブバン・バイフューエル車 - ガソリンとCNGを併用できる。
- ミニキャブバンCNG専用車 - CNG単独。

三菱ふそうトラック・バス
- エアロスター（2代目） - 廃止。神奈川中央交通などで使用。
- キャンター - 廃止。
- ファイター - 外部業者による改造のみ。

ダイハツ工業
- ミラバン - 生産終了。
- ハイゼットカーゴ

SUBARU（旧 富士重工業）
- レガシィ - 廃止。
- モートラック - 廃止。

いすゞ自動車
- エルガ（初代）- 生産終了。東京ベイシティ交通などで使用。
- エルガミオ（初代） - 生産終了。山梨交通などで使用。
- キュービック - 都営バスなどで使用。いすゞ・エルガにモデルチェンジ。
- エルフ (2,3,3.5,4ton) - 佐川急便などで使用。
- エルフ塵芥車 (2,3,4ton)
- フォワード (4,7ton)
- フォワード塵芥車 (4,5ton)

日野自動車
- ブルーリボン - 1999年式の都営バス1両のみ。
- ブルーリボンシティ - 廃止。近鉄バス、南海バス、京阪バス、名古屋市営バスで使用。
- レインボーII - 廃止。
- デュトロ - 廃止。
- レンジャー (4ton) - 廃止。

スズキ
- ワゴンR - 廃止。

マツダ
- ファミリアバン - 廃止。
- タイタン(2,3ton)（いすゞ・エルフのOEM）

トヨタL&F（豊田自動織機）
- トヨタフォークリフト

三菱ロジスネクスト
- 三菱エンジンフォークリフト
- TCMフォークリフト

コマツユーティリティ
- コマツフォークリフト

住友ナコ フォークリフト
- 住友フォークリフト

関東機械センター
- マイティーカー